# Storflyet, Värmland
Storflyet är en sjö i Sunne kommun i Värmland och ingår i Göta älvs huvudavrinningsområde. Sjöns area är 0,027 kvadratkilometer och den befinner sig 196 meter över havet.